# سوسة جناحية
سوسة جناحية (الاسم العلمي: Curculio humeralis) هي نوع من الحشرات يتبع جنس السوسة الحقيقية من الفصيلة السوسية الحقيقية.